# Житомирський бронетанковий завод
Житомирський бронетанковий завод (ЖБТЗ) — державне підприємство, знаходиться у селищі Новогуйвинське.

## Історія

### 1943—1991
116-й рухомий танко-агрегатний ремонтний завод був створений 11 жовтня 1943 року в селі Шрамківка Полтавської області у відповідності до наказу генерала М. Ф. Ватутіна.
Після Другої світової війни завод було перетворено на 141-й бронетанковий ремонтний завод міністерства оборони СРСР.

### Після відновлення незалежності
Після відновлення незалежності України, 141-й бронетанковий ремонтний завод був підпорядкований Міністерству оборони України.
На початку 2000-х років завод опанував модернізацію БМП-1 до рівня БМП-1У.

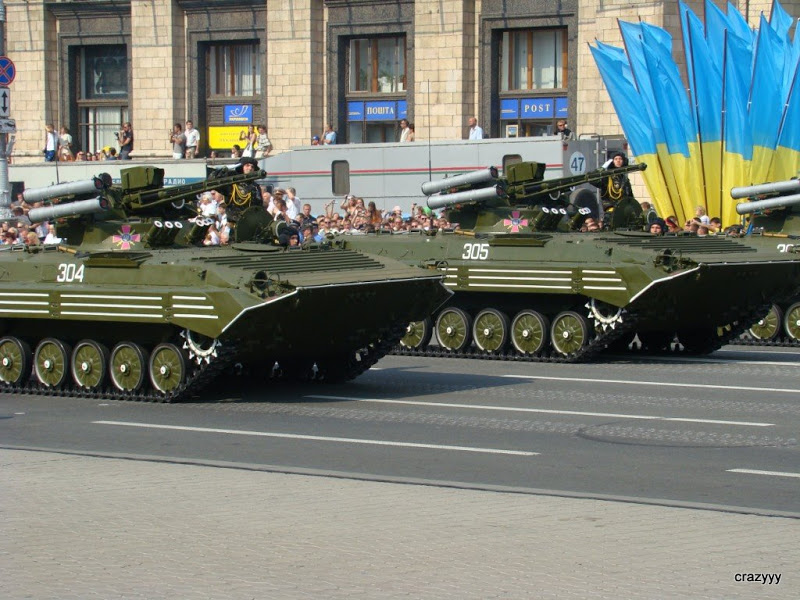
БМП-1У на параді у Києві. На початку 2000-х завод опанував модернізацію БМП-1 до рівня БМП-1У.

У квітні 2003 року завод отримав право продажу на внутрішньому ринку країни надлишкового військового майна Збройних Сил України, призначеного на утилізацію.
26 липня 2006 року, Кабінет міністрів України прийняв постанову № 1033, відповідно до якої, 141-й завод був перетворений на державне комерційне підприємство і перейменований на Державне підприємство «Житомирський ремонтно-механічний завод».
В 2008 році завод мав можливість:
- виготовляти БРЕМ-2, санітарні машини на базі БМП-1[ru] і патрульні машини «Бар'єр» на базі БМП-1[1]
- виготовляти бойові уніфіковані модулі для бронетранспортерів і бойових машин піхоти радянського виробництва (з 30-мм гарматою КБА-2, зпареним кулеметом ПКТ і тепловізійним прицілом)[1]
- виготовляти агрегати, запасні частини і комплектуючі для бронетанкової техніки[1]
- виготовляти навчально-тренувальні засоби й інше нестандартне обладнання[1]
- модернізувати бойові машини піхоти БМП-1 і БМП-2[1]
- модернізувати бронетранспортери БТР-50 до рівня БТР-50КМУ[1]
- виконувати капітальний ремонт плаваючих танків ПТ-76, БТР-50, БМП-1, БМП-2, БМД-1, БМД-2 й машин на їх базі, а також гусеничних машин ГМ-575, ГМ-568 і ГМ-578[1]
- виконувати капітальний ремонт двигунів УТД-20 і В6, а також інших агрегатів[1]

Після створення в грудні 2010 року державного концерну «Укроборонпром», 17 січня 2011 року завод увійшов до його складу. Надалі, «Житомирський ремонтно-механічний завод» був перейменований на «Житомирський бронетанковий завод».
У жовтні 2011 року, вперше після 20-річного простою, Житомирський бронетанковий завод знову відкрив цех капітального ремонту колісної бронетехніки.
Навесні 2013 року, Міністерство оборони України виділило заводу ₴ 1,039 млн для виконання ремонту однієї БМП-3.
25 травня 2013 року, завод безплатно передав одну БМП-1 залишковою вартістю ₴ 3725,64, яка не підлягала відновленню, Барській районній адміністрації.
Станом на початок серпня 2013 року, завод був спроможний виконувати ремонт машин 18 різних типів, окрім того, він виконував ремонт двигунів до сільськогосподарської техніки.
5 серпня 2013 року, директор Департаменту промисловості, розвитку інфраструктури й туризму Житомирської обладміністрації Василь Сухораба повідомив, що протягом другого кварталу 2013 року 98 % продукції підприємства становив експорт і тільки 2 % — замовлення Міністерства оборони України (всього в квітні — червні 2013 року звод експортував продукції на суму близько ₴ 10 млн.).
В жовтні 2013 року загальна чисельність працівників заводу становила 500 осіб, виробничі потужності дозволяли ремонтувати до 30 одиниць бронетехніки на місяць.
Всього в 2013 році завод відремонтував для Збройних Сил України 4 одиниці бронетехніки.
27 січня 2014 року, завод (чисельність працівників якого до того моменту становила 450 осіб) зупинив роботу у зв'язку з наявністю заборгованості у розмірі ₴ 191 млн. (при цьому найбільшим боржником заводу був ДК «Укроборонпром», який не виплатив ₴ 160 млн.). У цей же день, ДК «Укроборонпром» почав перевірку фінансово-економічної діяльності заводу.

### Російсько-українська війна

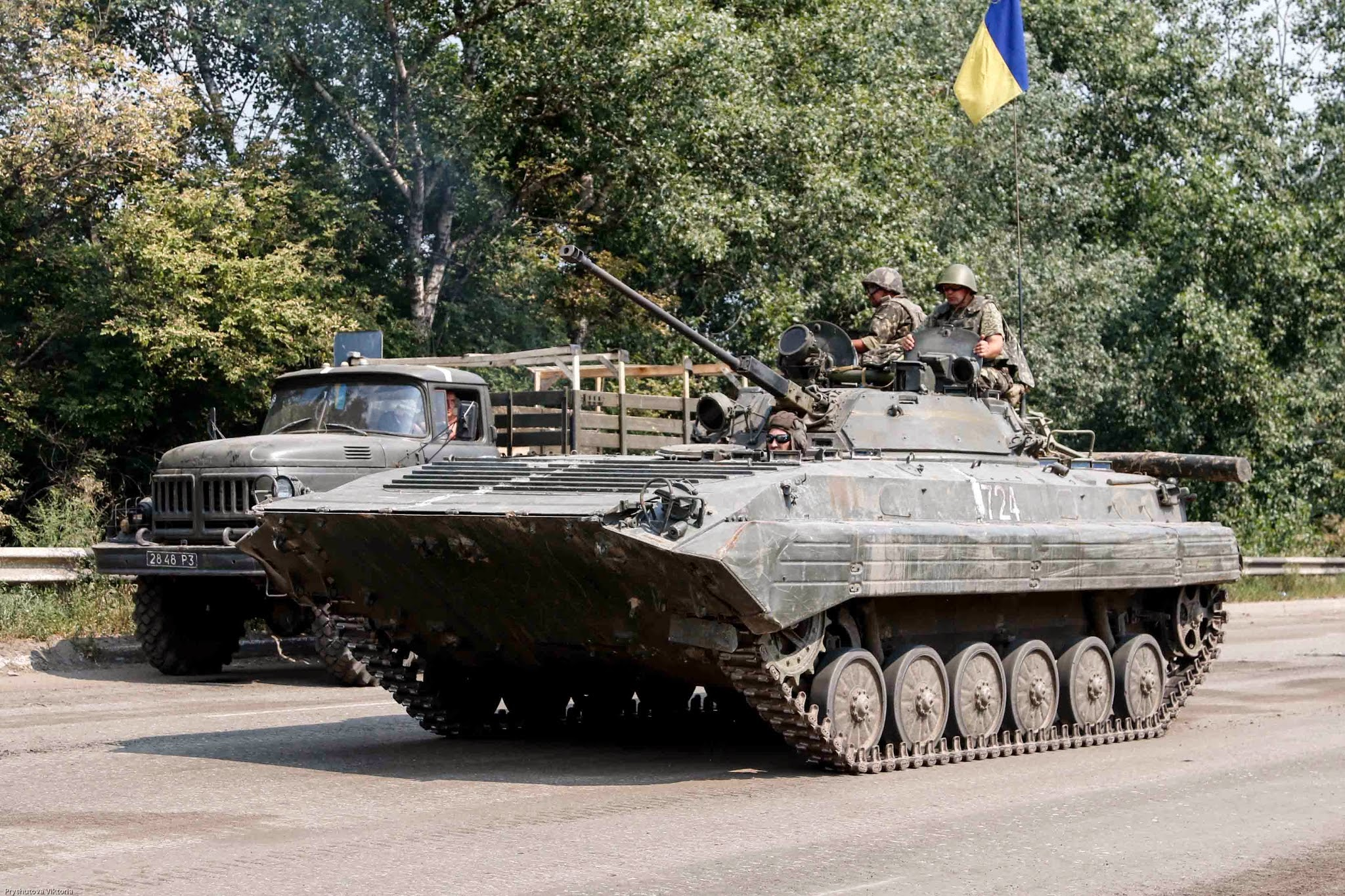
БМП-2 в зоні АТО. У часи СРСР завод спеціалізувався на капітальному ремонті цих машин.

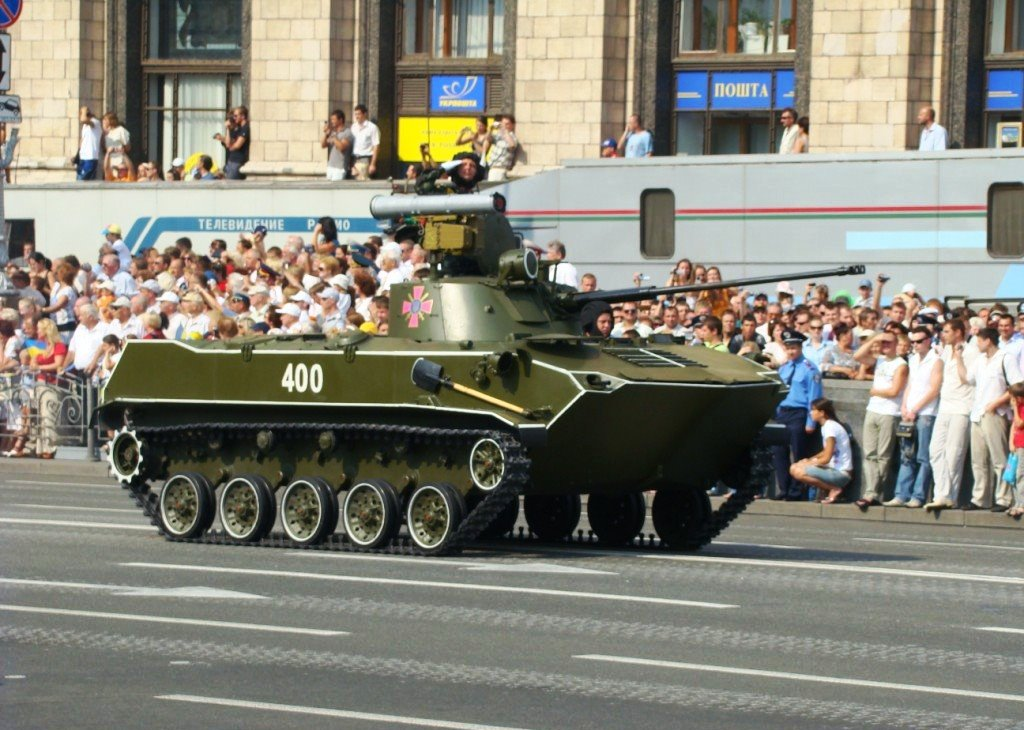
БМД-2 на параді у Києві. Завод має можливість робити капітальний ремонт БМД-2 і машин на цій базі.

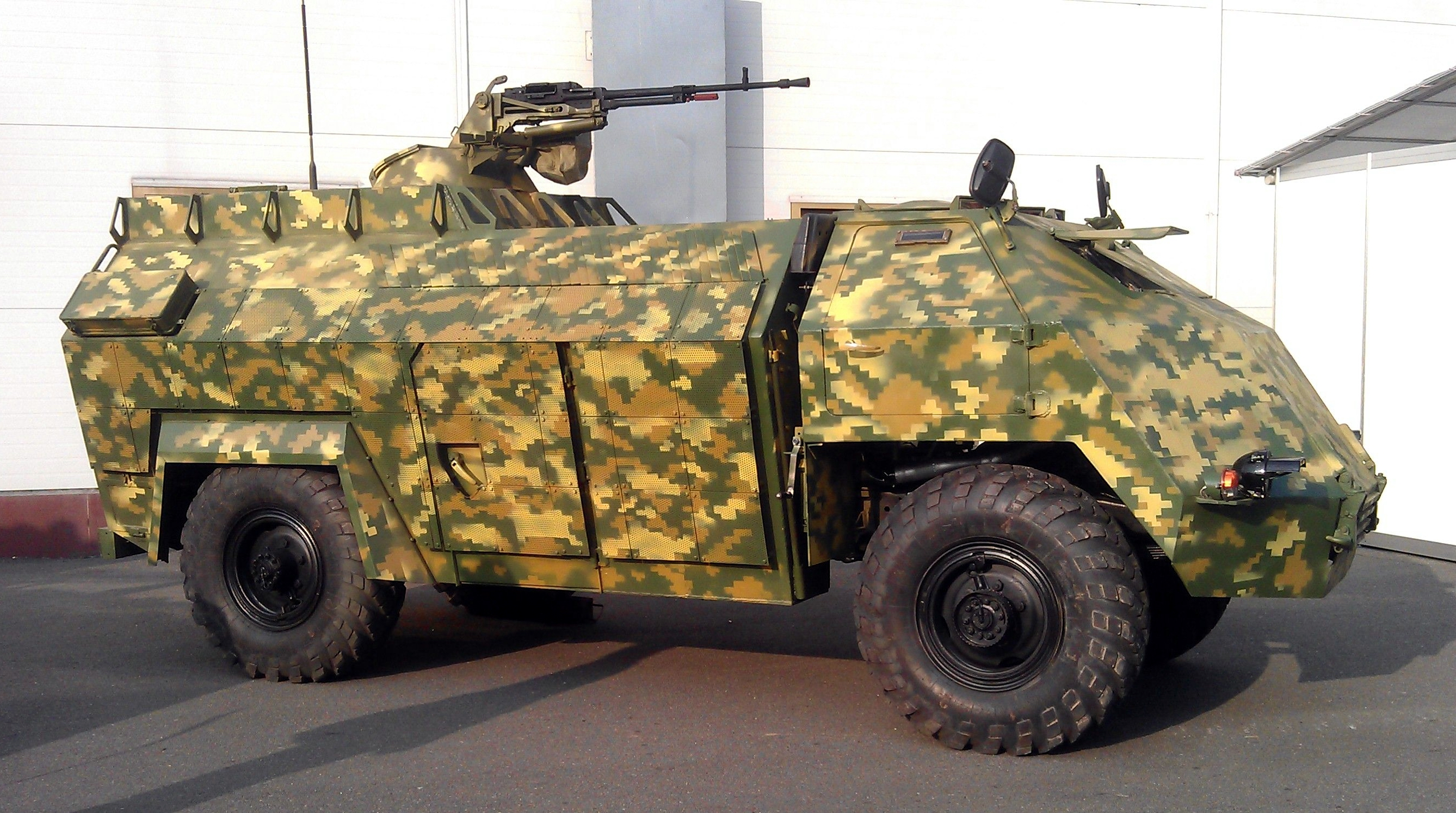
Концепт системи броньованих модулів швидкого монтажу «Овід» в експозиції Житомирського бронетанкового заводу. Виставка «Зброя та безпека», Київ, вересень 2015 р.

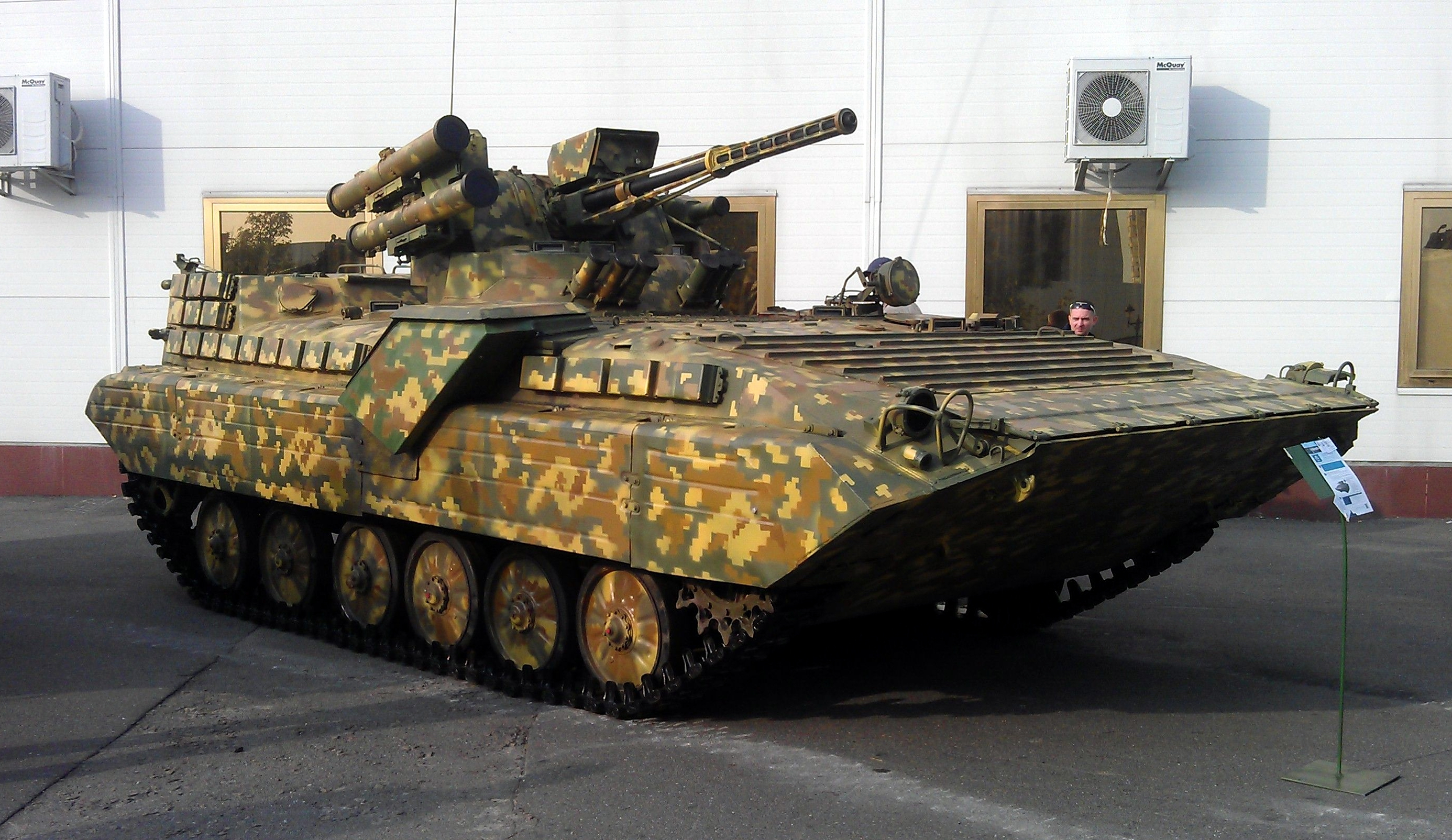
БМП-1УМ в експозиції Житомирського бронетанкового заводу. Виставка «Зброя та безпека», Київ, вересень 2015 р.

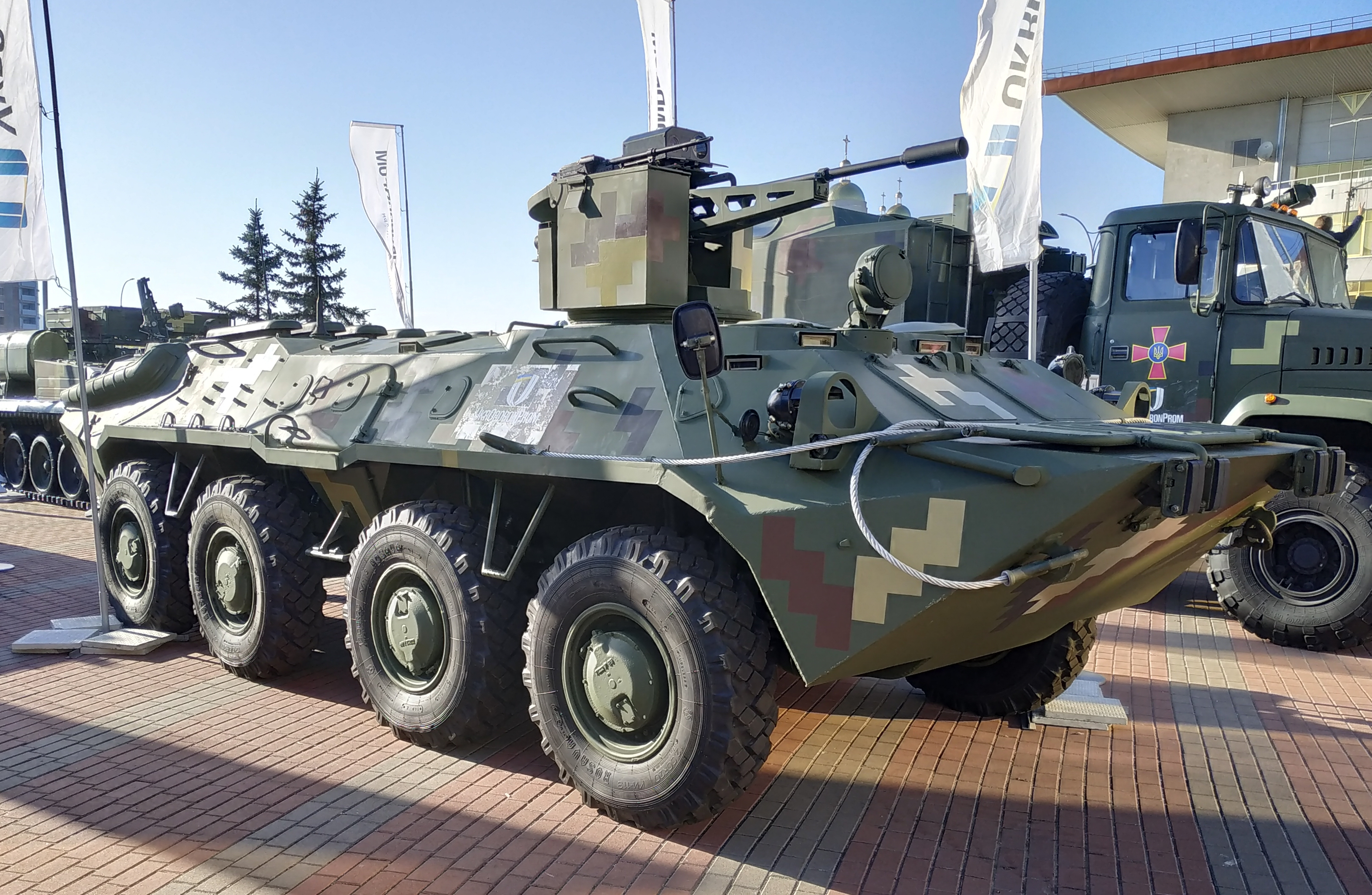
Бронетранспортер БТР-70Д виробництва Житомирського бронетанкового заводу. Виставка «Зброя та безпека», Київ, жовтень 2018 р.

24 вересня 2014 року, міністерство оборони України повідомило, що підприємство отримало замовлення на 280 млн грн.
В кінці вересня 2014 року, військові підрозділи у зоні АТО отримали перші 19 машин військової техніки, відремонтованих на Житомирському бронетанковому заводі. Фахівці заводу працюють у три зміни, здійснюють капітальний ремонт БМД, БМП, БРЕМ, БТР, ГМ, агрегатів, вузлів, озброєння, устаткування. Заводу надійшло замовлення на капітальний ремонт понад 130 одиниць військової техніки.
5 жовтня 2014 року, керівництво та працівники заводу відгукуються на прохання Президента України Петра Порошенка почати роботу в три зміни, пообіцявши відправляти щодня у зону АТО по одній бойовій машині.
В грудні 2015 стало відомо про підготовку, розпочати в лютому 2016 року, серійного виробництва бронетранспортерів БТР-4.
В січні 2016 року, було взято під варту заступника директора Житомирського бронетанкового заводу, який у змові з приватним підприємцем заволодів державними коштами в розмірі понад 23 млн грн. При цьому суддя Шевченківського районного суду м. Львова, відповідно до чинного КПК України, з урахуванням ризиків і цинічності способу розкрадання коштів, визначив для заарештованих розкрадачів заставу в розмірі 30 млн грн. та 25 млн грн. відповідно.
За неналежне виконання державного контракту щодо поставки військової техніки для Збройних Сил України з ДП «Житомирський бронетанковий завод» було стягнуто 1,2 мільйони гривень. Рішенням суду від 11 липня 2018 року позов військової прокуратури було задоволено та стягнуто з ЖБТЗ на користь Міноборони пеню у розмірі 578 755,19 грн та штраф — 652 587,32 грн.
У вересні 2019 року, завод завершив капітальний ремонт та модернізацію 15 БМП-1  для Збройних Сил України.
Підприємство успішно виконало державне оборонне замовлення 2020 року. Міністерству оборони України було передано понад 100 одиниць техніки. Згідно з умовами договору, всі машини пройшли повний цикл капітального та регламентного ремонту. Відновлено боєздатність систем та агрегатів, замінено несправні прилади, перевірено роботу озброєння тощо. Крім того, на БМП встановлено сучасні навігаційні системи, оптичні прилади та приціли вітчизняного виробництва, а також фари інфрачервоного випромінювання та освітлювальні фари з сучасними діодними лампами.
У квітні 2021 року, згідно повідомлення ДП «Укроборонпром», Житомирський бронетанковий завод передав українським військовим чергову партію БМП-2. Роботи були виконані відповідно до умов державного контракту з випередженням графіка та за умов обмеженого фінансування. Техніку було передано повністю готовою до бойового застосування. Як повідомлялося, це була вже друга передача військової техніки від ЖБТЗ до Збройних Сил України у поточному році.
На початку листопада 2021 року пресслужба ДК «Укроборонпрому» повідомила, що держпідприємство «Житомирський бронетанковий завод» розпочало серійне виготовлення корпусів для бронетранспортерів БТР-4Е, які раніше виготовляла приватна компанія. Цьому передували відповідні кваліфікаційні випробування за участі представників Міністерства оборони України та Укроборонпрому.
Для того, аби до початку наступного року передати вісім корпусів БТР-4Е [Архівовано 9 листопада 2021 у Wayback Machine.] для подальшої комплектації Харківському конструкторському бюро з машинобудування, де майбутні бронетранспортери облаштують необхідними агрегатами та системами, на ЖБТЗ тривають роботи щодо розширення виробничої бази..
16 грудня 2021 року Державне підприємство «Житомирський бронетанковий завод» (ЖБТЗ) відвантажило Харківському конструкторському бюро з машинобудування імені О. О. Морозова перший серійний корпус бронетранспортера БТР-4Е.

## Продукція
Спеціалізується на капітальному ремонті та модернізації бронетанкового озброєння та техніки (далі — БТОТ): БМП-1 та БМП-1М, БМП-2 та БМП-2К, БМД-1, БМД-2, ГМ-575, ГМ-568, ГМ-578, БРЕМ-2, БТР-50ПК, БТР-Д, БРДМ-2. Підприємство також виконує завдання з капітального ремонту окремих агрегатів та вузлів зазначеної техніки (зокрема, дизельних двигунів УТД-20, 5Д20-240, В-2 та В-6, В2-500, В-55, ЯМЗ-236/238/240), виготовленні запасних частин до БТОТ, нестандартного та паркового обладнання для військ і ремонтних заводів.
З осені 2021 року налагоджено виробництво корпусів для БТР-4Е.

## Міжнародна співпраця
25 січня 2016 року, завод відвідала делегація фахівців Ізраїлю. До складу делегації входили представники компанії Elbit Systems та супроводжуючі від ДП «Спецтехноекспорт». За результатами проведеної зустрічі сторонами було підписано протокол про співпрацю та наміри.
12 жовтня державне підприємство «Житомирський бронетанковий завод» відвідала делегація військових спеціалістів Республіки Союз М'янми: вище керівництво Управління оборонної промисловості та дирекція компанії «Amthyst Trading Company Limited» разом з представниками спецекспортера — ДК «Укрспецекспорт». Було проведено презентацію заводу, делегація ознайомилась з потужностями підприємства, технологічними процесами, продукцією. Також, іноземні спеціалісти оглянули новітні розробки та модернізовану техніку, виявили зацікавлення ними. Сторони обговорили можливість взаємовідносин та співпраці.

## Скандали
2 липня 2020 року, контррозвідка Служби безпеки України викрила посадових осіб Державного підприємства «Житомирський бронетанковий завод» на мільйонних зловживаннях при ремонті систем захисту українських Збройних Сил.
В рамках раніше розпочатого кримінального провадження оперативники спецслужби встановили, що навесні 2018 року посадові особи державного підприємства уклали з львівським науково-виробничим об'єднанням договір на технічне обслуговування і ремонт приладів радіаційної та хімічної розвідки. Вартість ремонту систем захисту склала 2,5 мільйона гривень.
У той же час ініційована СБУ перевірка показала, що на бронетанковому заводі є вся необхідна матеріально-технічна база, яка дозволяє без задіяння сторонніх фірм, здійснювати обслуговування і налагодження цієї військової техніки.
Правоохоронці провели сім санкціонованих обшуків на бронетанковому заводі і в львівській фірмі, в декількох військових представництвах в Києві, а також за місцем проживання учасників угоди. Вилучена військова продукція, угоди, фінансова документація, яка доводить неправомірне завищення вартості ремонтних робіт.
Триває досудове розслідування по ч. 2 ст. 364 (зловживання владою або службовим становищем) Кримінального кодексу України.

## Керівництво
- директор Жуковець Олексій Петрович (2019 р. — 2021 р.)
- директор Гращенков Геннадій Павлович (19.04.2021 р. — т. ч.)[31]